# Epimer
Epimery jsou stereoizomery (přesněji diastereomery), které se liší konfigurací jen na jednom stereocentru (chirálním centru).
Epimery mají nejméně dvě stereocentra, ale konfigurace se liší pouze v jednom stereocentru.
U přírodních látek, jež jsou epimerem jiné látky běžnější, toto bývá někdy vyjádřeno předponou epi- (např. chinin a epichinin).

## Základní pojmy
Stereocentrum je část molekuly, na kterou je navázáno více substituentů takovým způsobem, že výměna libovolných dvou z nich vytvoří jiný stereoizomer.
Chirální centrum je stereocentrum obsahující substituenty (atomy nebo jejich skupiny) v takovém prostorovém uspořádání, že nemůže být ztotožněno se svým zrcadlovým obrazem.
Diastereomer je jedním ze dvou stereoizomerů, které nejsou navzájem svými zrcadlovými obrazy. Nejsou identické a nemohou se stát identickými změnou orientace. Pokud se dva diastereoizomery liší pouze v jednom stereocentru, jedná se o epimery.
Enantiomer je jedním ze dvou stereoizomerů, které jsou zrcadlovými obrazy sobě navzájem, stejně jako levá a pravá ruka. Nejsou identické a nemohou se stát identickými změnou orientace. V názvosloví se předpona ent- přidává k jednomu z enantiomerních párů.
Anomer je epimer cyklických forem sacharidů, glykosidů a podobných sloučenin, lišící se pouze konfigurací (polo)acetalového atomu uhlíku, tedy C1 uhlíku aldóz, C2 uhlíku 2-ketóz.

## Příklady

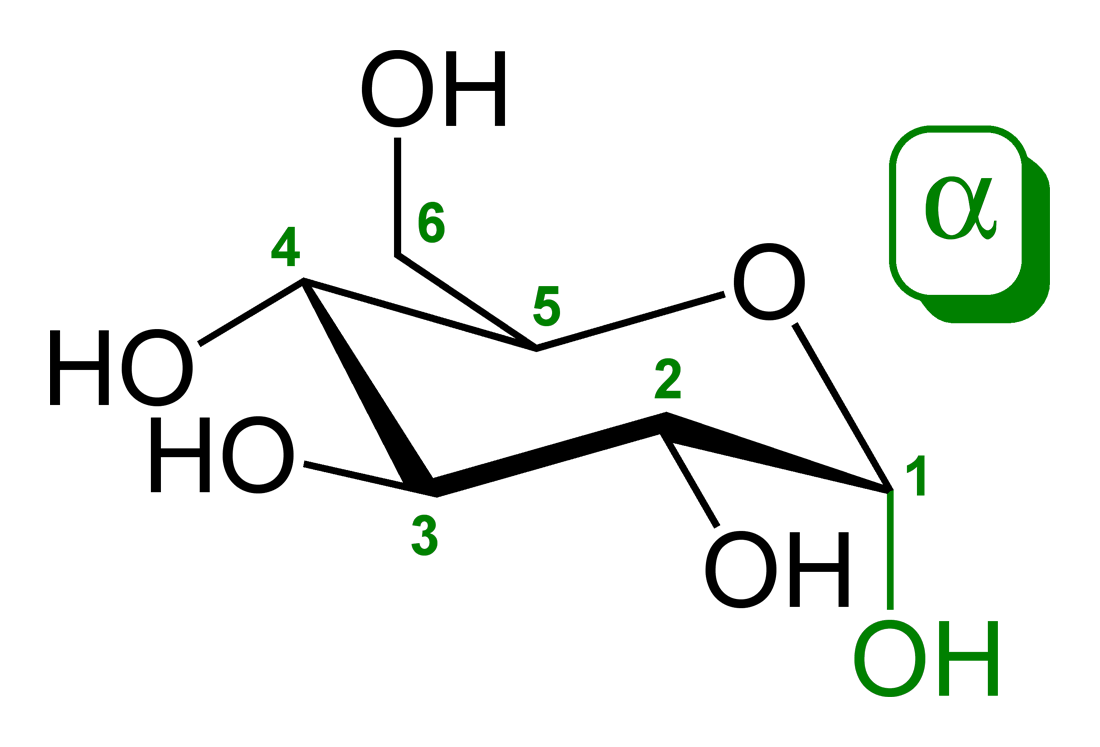
α{malé|D}glukopyranosa
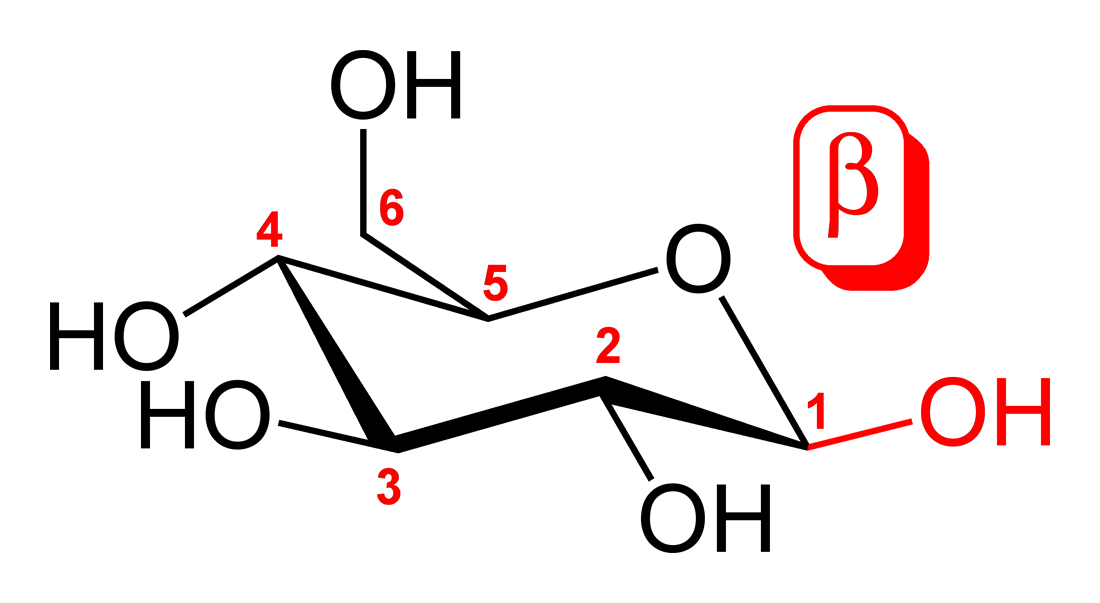
β{malé|D}glukopyranosa

Příkladem epimerů jsou cis-dekalon a trans-dekalon (kde sloučenina trans-dekalon je mnohem stabilnější). Dalšími známými epimery jsou epi-inositol a myo-inositol. myo-Inositol převažuje, neboť je to sloučenina podobná vitamínu, která se přirozeně vyskytuje v buňkách.

cis-dekalon
trans-dekalon
epi-inositol
myo-inositol

Testosteron a 17-epitestosteron jsou také epimery. Testosterony jsou steroidní hormony, které se řadí mezi anabolické steroidy a jsou to mužské pohlavní hormony.

testosteron
17-epitestosteron

Cukry glukóza a manóza jsou také epimery. β-D-Glukopyranosa a β-D-mannopyranosa se liší co do konfigurace v poloze C-2.

β-D-glukopyranosa
β-D-mannopyranosa

Dalším příkladem může být allóza a glukóza. Jde o epimery lišící se konfigurací na třetím atomu uhlíku, tedy v poloze C-3.
Cukry α-glukóza a β-glukóza jsou také epimery. α-D-Glukopyranosa a β-D-glukopyranosa se liší co do konfigurace v poloze C-1. V tomto případě jsou to zároveň i anomery.
- α-D-glukopyranosa
- β-D-glukopyranosa